# Ninni Schulman
Karin Jessica Ninni Olofsdotter Schulman, ursprungligen Karin Jessica Christina Olofsdotter-Jansson, född den 2 augusti 1972 i Rämmens församling i Värmlands län, är en svensk journalist och författare.

## Biografi
Ninni Schulman har arbetat som journalist sedan 1995. Hon började som lokalredaktör i Hagfors för Värmlands Folkblad och har därefter bland annat arbetat på Expressen.

### Hagforsserien
Schulman debuterade som författare 2010 med romanen Flickan med snö i håret. Den har sedan fått sex uppföljare som alla handlar om journalisten Magdalena, poliserna Christer och Petra och utspelar sig på platser som är välbekanta för kommuninnevånarna i Hagfors, som exempelvis Hembygdsgården i Ekshärad, Hotell Monica och skogarna kring Gustavsfors. Schulman gjorde 2020 research hos hemtjänsten i Hagfors för den sjunde boken i Hagforsserien Dagen är kommen, som gavs ut 2021.
Böckerna i serien håller, enligt en recensent, "genomgående en jämn och god kvalitet, och turnerar skickligt det som blivit något av den svenska nutida deckarens signum: kombinationen av psykologisk vardagsrealism med en spännande intrig".

### Siljanserien
Efter stora framgångar med Hagforsserien gav Schulman i januari 2023 ut första delen i Siljanserien, där hon skapat en ny deckarvärld i Dalarna. DN:s kritiker beskrev boken Som vi lekte som "en makalöst begåvad inledning på något helt nytt".

### Bara du
Romanen "Bara du" gavs ut 2018 och beskrivs som ett lågmält relationsdrama, som markerar något nytt i Schulmans författarskap. En recensent skriver "långsamt skruvas spänningen upp i vad vi snabbt förstår kommer att bli ett drama utan lyckligt slut. Det är välgjort, men aningen förutsägbart".

### Flickebarn nr 291
Schulman föddes med skolios vilket försvårade andning och krävde flera operationer, fixering i gips och långa sjukhusvistelser i hennes tidiga barndom. Behandlingarna lyckades, men med kvarvarande kort kroppslängd, annorlunda kroppsform och minnen av att ha lämnats ensam av föräldrarna på sjukhus med plågsamma undersökningar.
I romanen "Flickebarn nr 291" varvas skildringar av psykologbesök med tillbakablickar från barn och tonår. Hon går igenom journaler från sina många sjukhusvistelser och smärtsamma minnen från tonårstidens fixering vid utseende, och nystar upp samband mellan övergivenhetskänslor i vuxen ålder och anknytningsproblematik i barndomen.

### Familj
Ninni Schulman var mellan 1997 och 2011 gift med Niklas Schulman (född 1974), bror till Alex och Calle Schulman. De har två barn födda 2002 och 2004.

### Hagforsserien
- 2010 – Flickan med snö i håret
- 2012 – Pojken som slutade gråta
- 2013 – Svara om du hör mig
- 2015 – Vår egen lilla hemlighet
- 2016 – Välkommen hem
- 2019 – När alla klockor stannat
- 2021 – Dagen är kommen

### Siljanserien
- 2023 – Som vi lekte
- 2024 – Käraste Lena

### Övriga
- 2018 – Bara du
- 2020 – Flickebarn nr 291

## Utmärkelser
- Värmlandslitteraturs debutantstipendium 2011 för kriminalromanen Flickan med snö i håret
- Årets värmlandsförfattare 2015